# ロビン・ミルフォード

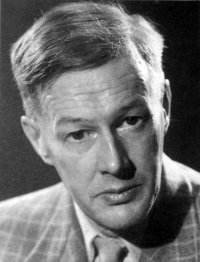
ロビン・ミルフォード

ロビン・ミルフォード（Robin Milford、1903年1月22日 - 1959年12月29日）は、イギリスの作曲家。
オックスフォード出身。1916年からラグビー校に入学し、ピアノとフルートと音楽理論に才能を示す。1921年から1926年まで王立音楽大学で学び、作曲をグスターヴ・ホルストとレイフ・ヴォーン・ウィリアムズに、対位法をレジナルド・オーウェン・モリスに師事した。1929年にはジェラルド・フィンジと出会い、終生の友情を結ぶこととなった。
初期の作品は成功に恵まれた。「二重フーガ」はカーネギー賞を受賞し、ヴォーン・ウィリアムズの指揮でロンドン交響楽団によって演奏された。1937年には「合奏協奏曲」がマルコム・サージェントの指揮で演奏され、翌年には「ヴァイオリン協奏曲」がBBCで放送された。
第二次世界大戦が発生すると軍役を志願して入営したが、1週間でノイローゼにかかった。彼と家族はガーンジー島に疎開したが、1940年の母の死でうつ病は悪化した。作曲と教育のためにイギリスに戻るが、5歳の息子が交通事故死したことで自殺を図ったがかろうじて一命はとりとめた。回復後、1946年からバドミントン校での教育活動を再開し、精力的に作曲を行った。1955年のチェルトナム音楽祭ではジョン・バルビローリの指揮で「祝典組曲」が演奏された。
彼は物心両面でフィンジとヴォーン・ウィリアムズの支援を受けていたが、1956年のフィンジの死と、1958年のヴォーン・ウィリアムズの死に深い衝撃を受け、1959年にアスピリンを過剰摂取して自殺した。
作風はホルストとヴォーン・ウィリアムズの影響を大きく受けたものであったが、現代音楽が主流の中では評価されることはなく、録音はごくわずかである。現在、「月明かりで釣り」などを聴くことができる。

## 文献
- Copley, Ian (1984). Robin Milford. Thames Publishing, London. ISBN 0-905210-28-X
- Blom, Erik (1942).  Music in England. Penguin Books, London.